# Метод Фробениуса
В математике метод Фробениуса, названый в честь Фердинанда Георга Фробениуса, — это способ найти бесконечный ряд, который бы являлся решением для обыкновенного дифференциального уравнения второго порядка вида
{\displaystyle z^{2}u''+p(z)zu'+q(z)u=0,}
где
{\displaystyle u'\equiv {{du} \over {dz}}}   и   {\displaystyle u''\equiv {{d^{2}u} \over {dz^{2}}}}
в окрестности регулярной особой точки {\displaystyle z=0}. Уравнение можно разделить на {\displaystyle z^{2}}, чтобы получить дифференциальное уравнение вида
{\displaystyle u''+{p(z) \over z}u'+{q(z) \over z^{2}}u=0,}
которое не решаемо обычными методами степенных рядов, если p(z)/z или q(z)/z2 не являются аналитическими при z = 0. Метод Фробениуса позволяет найти решение такого дифференциального уравнения в виде степенных рядов, при условии что p(z) и q(z) сами являются аналитическими в 0 или, будучи аналитическим во всех остальных областях, в самой точке существует конечный предел.

## Объяснение
Метод Фробениуса говорит нам, что мы можем искать решение в виде степенных рядов
{\displaystyle u(z)=\sum _{k=0}^{\infty }A_{k}z^{k+r},\qquad (A_{0}\neq 0).}
Дифференцируя этот ряд:
{\displaystyle u'(z)=\sum _{k=0}^{\infty }(k+r)A_{k}z^{k+r-1},}
{\displaystyle u''(z)=\sum _{k=0}^{\infty }(k+r-1)(k+r)A_{k}z^{k+r-2},}
и подставляя в исходное уравнение, получаем:
{\displaystyle z^{2}\sum _{k=0}^{\infty }(k+r-1)(k+r)A_{k}z^{k+r-2}+zp(z)\sum _{k=0}^{\infty }(k+r)A_{k}z^{k+r-1}+q(z)\sum _{k=0}^{\infty }A_{k}z^{k+r}=}
{\displaystyle =\sum _{k=0}^{\infty }(k+r-1)(k+r)A_{k}z^{k+r}+p(z)\sum _{k=0}^{\infty }(k+r)A_{k}z^{k+r}+q(z)\sum _{k=0}^{\infty }A_{k}z^{k+r}=}
{\displaystyle =\sum _{k=0}^{\infty }[(k+r-1)(k+r)A_{k}z^{k+r}+p(z)(k+r)A_{k}z^{k+r}+q(z)A_{k}z^{k+r}]=}
{\displaystyle =\sum _{k=0}^{\infty }\left[(k+r-1)(k+r)+p(z)(k+r)+q(z)\right]A_{k}z^{k+r}=}
{\displaystyle =\left[r(r-1)+p(z)r+q(z)\right]A_{0}z^{r}+\sum _{k=1}^{\infty }\left[(k+r-1)(k+r)+p(z)(k+r)+q(z)\right]A_{k}z^{k+r}.}
Выражение
{\displaystyle r\left(r-1\right)+p\left(0\right)r+q\left(0\right)=I(r)}
известно как определяющий полином, оно является квадратичным по r. В общем, определяющий полином является самым малым показателем степени для z в бесконечном ряду. В этом случае оказывается, что это r-й коэффициент, но также возможно для самой низкой степени иметь показатель r − 2, r − 1 или что-то ещё в зависимости от заданного дифференциального уравнения. В процессе синхронизации все ряды дифференциального уравнения начинаются с одинакового значения индекса (для приведённого выше выражения k = 1), но в конечном итоге можно получить сложные выражения. Тем не менее, в нахождении определяющих корней внимание сосредоточено только на коэффициенте низкой степени z.
Из этого следует, что общее выражение коэффициента zk+r 
{\displaystyle I(k+r)A_{k}+\sum _{j=0}^{k-1}{(j+r)p^{(k-j)}(0)+q^{(k-j)}(0) \over (k-j)!}A_{j}.}
Эти коэффициенты должны быть равны нулю, поскольку они являются решениями дифференциальных уравнений, поэтому
{\displaystyle I(k+r)A_{k}+\sum _{j=0}^{k-1}{(j+r)p^{(k-j)}(0)+q^{(k-j)}(0) \over (k-j)!}A_{j}=0,}
{\displaystyle \sum _{j=0}^{k-1}{(j+r)p^{(k-j)}(0)+q^{(k-j)}(0) \over (k-j)!}A_{j}=-I(k+r)A_{k},}
{\displaystyle {1 \over -I(k+r)}\sum _{j=0}^{k-1}{(j+r)p^{(k-j)}(0)+q^{(k-j)}(0) \over (k-j)!}A_{j}=A_{k}.}
Серии решения с Ak выше,
{\displaystyle U_{r}(z)=\sum _{k=0}^{\infty }A_{k}z^{k+r}}
удовлетворяет
{\displaystyle z^{2}U_{r}(z)''+p(z)zU_{r}(z)'+q(z)U_{r}(z)=I(r)z^{r}.}
Если мы выбираем один из корней для определяющего полинома r в Ur(z), мы получаем решение дифференциального уравнения. Если разница между корнями не целое число, мы получим другое, линейно независимое решение для другого корня.

## Пример
В качестве примера рассмотрим уравнение
{\displaystyle z^{2}f''-zf'+(1-z)f=0.}
Разделим на z2 , чтобы получить
{\displaystyle f''-{1 \over z}f'+{1-z \over z^{2}}f=f''-{1 \over z}f'+\left({1 \over z^{2}}-{1 \over z}\right)f=0,}
который обладает необходимыми сингулярностями при z = 0.
Ищем решение в виде ряда
{\displaystyle {\begin{aligned}f&=\sum _{k=0}^{\infty }A_{k}z^{k+r};\\f'&=\sum _{k=0}^{\infty }(k+r)A_{k}z^{k+r-1},\\f''&=\sum _{k=0}^{\infty }(k+r)(k+r-1)A_{k}z^{k+r-2}.\end{aligned}}}
Теперь, подставляя ряд и его производные в уравнение, получим:
{\displaystyle {\begin{aligned}\sum _{k=0}^{\infty }&(k+r)(k+r-1)A_{k}z^{k+r-2}-{\frac {1}{z}}\sum _{k=0}^{\infty }(k+r)A_{k}z^{k+r-1}+\left({\frac {1}{z^{2}}}-{\frac {1}{z}}\right)\sum _{k=0}^{\infty }A_{k}z^{k+r}=\\&=\sum _{k=0}^{\infty }(k+r)(k+r-1)A_{k}z^{k+r-2}-{\frac {1}{z}}\sum _{k=0}^{\infty }(k+r)A_{k}z^{k+r-1}+{\frac {1}{z^{2}}}\sum _{k=0}^{\infty }A_{k}z^{k+r}-{\frac {1}{z}}\sum _{k=0}^{\infty }A_{k}z^{k+r}=\\&=\sum _{k=0}^{\infty }(k+r)(k+r-1)A_{k}z^{k+r-2}-\sum _{k=0}^{\infty }(k+r)A_{k}z^{k+r-2}+\sum _{k=0}^{\infty }A_{k}z^{k+r-2}-\sum _{k=0}^{\infty }A_{k}z^{k+r-1}=\\&=\sum _{k=0}^{\infty }(k+r)(k+r-1)A_{k}z^{k+r-2}-\sum _{k=0}^{\infty }(k+r)A_{k}z^{k+r-2}+\sum _{k=0}^{\infty }A_{k}z^{k+r-2}-\sum _{k-1=0}^{\infty }A_{k-1}z^{k-1+r-1}=\\&=\sum _{k=0}^{\infty }(k+r)(k+r-1)A_{k}z^{k+r-2}-\sum _{k=0}^{\infty }(k+r)A_{k}z^{k+r-2}+\sum _{k=0}^{\infty }A_{k}z^{k+r-2}-\sum _{k=1}^{\infty }A_{k-1}z^{k+r-2}=\\&=\left\{\sum _{k=0}^{\infty }\left((k+r)(k+r-1)-(k+r)+1\right)A_{k}z^{k+r-2}\right\}-\sum _{k=1}^{\infty }A_{k-1}z^{k+r-2}=\\&=\left\{\left(r(r-1)-r+1\right)A_{0}z^{r-2}+\sum _{k=1}^{\infty }\left((k+r)(k+r-1)-(k+r)+1\right)A_{k}z^{k+r-2}\right\}-\sum _{k=1}^{\infty }A_{k-1}z^{k+r-2}=\\&=(r-1)^{2}A_{0}z^{r-2}+\left\{\sum _{k=1}^{\infty }(k+r-1)^{2}A_{k}z^{k+r-2}-\sum _{k=1}^{\infty }A_{k-1}z^{k+r-2}\right\}=\\&=(r-1)^{2}A_{0}z^{r-2}+\sum _{k=1}^{\infty }\left((k+r-1)^{2}A_{k}-A_{k-1}\right)z^{k+r-2}.\end{aligned}}}
Из (r − 1)2 = 0 мы получаем двойной корень 1. Используя этот корень, мы положили коэффициент при zk+r − 2 равным нулю (для решения), который даёт нам:
{\displaystyle (k+1-1)^{2}A_{k}-A_{k-1}=k^{2}A_{k}-A_{k-1}=0,}
следовательно, мы имеем рекуррентное соотношение:
{\displaystyle A_{k}={\frac {A_{k-1}}{k^{2}}}.}
Учитывая некоторые начальные условия, мы можем полностью решить проблему рекуррентно или получить решение в форме степенных рядов.
Так как отношение коэффициентов {\displaystyle A_{k}/A_{k-1}} является рациональной функцией, то степенной ряд можно записать в виде обобщённых гипергеометрических рядов.

## Корни, разделённые целым числом
В предыдущем примере, у определяющего полинома был кратный корень, который даёт только одно решение данного дифференциального уравнения. В общем случае, метод Фробениуса даёт два независимых решения, при условии, что корни определяющего уравнения не отделены друг от друга целым числом.
Если корень повторяется или корни отличаются на целое число, тогда второе решение можно найти с помощью:
{\displaystyle y_{2}=Cy_{1}\ln x+\sum _{k=0}^{\infty }B_{k}x^{k+r_{2}},}
где {\displaystyle y_{1}(x)} — первое решение (с учётом большего корня в случае неравных корней), {\displaystyle r_{2}} — это меньший корень, а постоянные {\displaystyle C} и коэффициенты {\displaystyle B_{k}} должны быть определены. Когда {\displaystyle B_{0}} выбран (например, установив его на 1), затем {\displaystyle C} и {\displaystyle B_{k}} определяются до, но не включая {\displaystyle B_{r_{1}-r_{2}}}, который можно выбрать произвольно. Тогда это определяет все остальные {\displaystyle B_{k}.} В некоторых случаях постоянная {\displaystyle C} должна равняться нулю. Например, рассмотрим следующее дифференциальное уравнение (уравнение Куммера с a = 1 и b = 2):
{\displaystyle zu''+(2-z)u'-u=0.}
Определяющее уравнение имеет корни −1 и 0. Из двух независимых решений {\displaystyle 1/z} и {\displaystyle (e^{z})/z} мы видим, что логарифмы в решении не появляются. Решение {\displaystyle (e^{z}-1)/z} имеет степенной ряд, начинающееся с показателя степени ноль. В рядах, которые начинаются с {\displaystyle z^{-1},} рекуррентное соотношение не накладывает никаких ограничений на коэффициент при {\displaystyle z^{0},} который можно выбрать произвольно. Если он равен нулю, то для этого дифференциального уравнения все остальные коэффициенты будут равны нулю и мы получаем решение {\displaystyle 1/z}.